# Photograph Smile
Photograph Smile è il quinto album in studio del cantautore inglese Julian Lennon, pubblicato nel 1998.

## Tracce
1. Day After Day – 4:19 (Julian Lennon, Mark Spiro)
2. Cold – 4:41 (Lennon, Spiro)
3. I Should Have Known – 4:16 (Lennon)
4. How Many Times – 5:51 (Lennon)
5. I Don't Wanna Know – 4:04 (Lennon, Spiro)
6. Crucified – 5:11 (Lennon, Gregory Darling)
7. Walls – 4:47 (Lennon, Darling)
8. Believe – 4:52 (Lennon)
9. Good to Be Lonely – 4:25 (Lennon, Spiro)
10. Kiss Beyond the Catcher – 4:00 (Lennon, Darling)
11. And She Cries – 3:49 (Lennon, Spiro)
12. Photograph Smile – 4:35 (Lennon, Darling)
13. Faithful – 3:41 (Lennon)
14. Way to Your Heart – 5:40 (Lennon, Jeff Dalbello)